# Волынское церковно-археологическое общество
Волынское церковно-археологическое общество — региональная общественно-научная и просветительско-краеведческая организация. Открыта 2 января 1894 года в Житомире при Волынском епархиальном древнехранилище. Объединяло 15 почётных и 42 действительных членов (В. Антонович, Н.Дашкевич, архиепископ Модест (Стрельбицкий), Н.Трипильский, О.Фотинский, М.Барский, Я.Гадзинский и другие).
Занималось составлением церковно-приходских летописей и историко-этнографических описаний приходов Волынской губернии. Под редакцией О.Фотинского издало два выпуска «Волынского историко-археологического сборника» (1896, 1900). С возникновением в 1900 году общества исследователей Волыни постепенно утратило своё значение, а в 1915 году прекратило своё существование.